# Мілу (персонаж)
Мілу (фр. Milou [milu]) — вигаданий персонаж серії коміксів «Пригоди Тентена» бельгійського карикатуриста Ерже. Білий жорсткошерстий фокстер'єр, компаньйон Тентена, головного героя серіалу. Вперше з'явився 10 січня 1929 року в першій частині коміксу «Тентен у країні Рад», публікованого серіями в Le Petit Vingtième до травня 1930 року.
Образ частково створено за зразком фокстер'єра в кафе, яке Ерже колись часто відвідував. «Мілу» було прізвиськом першої дівчини Ерже.
У перших восьми пригодах Тентена Мілу регулярно звертається до читача зі своїм внутрішнім монологом. З появою в дев'ятій історії «Краб із золотими клешнями» капітана Геддока Ерже зменшив «ораторську» роль Мілу. Станом на 1 січня 2025 року Мілу та інші персонажі коміксів «Пригоди Тентена» 1929 року перейшли в суспільне надбання в Сполучених Штатах, але не в рідній для Ерже Бельгії, де це станеться 2054 року.

## Натхнення та створення
У родині Ерже ніколи не було собаки; проте 1929 року він став завсідником кафе, власник якого мав тер'єра. Цей собака був головним джерелом натхнення для образу Мілу.
Ім'я Мілу — скорочення від Марі-Луїза — запозичено від прізвиська першої дівчини Ерже, Марі-Луїзи Ван Катсем. Батько Марі-Луїзи не схвалював низького соціального статусу Ерже, тому стосунки молодої пари погіршилися. Проте Ерже залишався прихильним до Марі-Луїзи і зробив її тезкою найдовіренішого друга Тентена. В англійських перекладах ім'я змінено на Snowy (Сніжок) не лише через колір собаки, але й тому, що це слово з п'яти літер, яке підходить для словесних бульбашок.

## Персонаж
Протягом усієї серії Мілу — помічник і супутник Тентена в подорожах. Окрім Тентена, це єдиний персонаж, який з'являється у всіх випусках. У дебютному альбомі «Тентен у країні Рад» Мілу є джерелом комічної розрядки. Протягом перших восьми історій Мілу є партнером Тентена; він здатний розуміти людську мову та спілкується за допомогою словесних бульбашок. Його усні реакції на різні ситуації включають жарти, вирази переляку та благання до Тентена бути обережним. У ранніх альбомах він цікавиться механікою та географією; в «Тентен у Конго» — посилається на Біблію. Як собака, він також нюхає, вистежує, переслідує та кусається.
Протягом серії про Тентена персонаж Мілу еволюціонував. У ранніх роботах він веде діалоги з іншими персонажами, зокрема з тваринами, та коментує ситуацію. Його сухі та цинічні коментарі врівноважують постійно позитивний, оптимістичний настрій Тентена. Потім на нього вплинула поява в історії «Краб із золотими клешнями» капітана Геддока: до капітана перейшла роль циніка, а Мілу поступово став відігравати більш безтурботну роль, спілкуючись лише з Тентеном.
Мілу зображено хоробрим та часто безстрашним проти значно більших істот, коли щось загрожує Тентену. Він неодноразово звільняє Тентена з полону та рятує його з небезпечних ситуацій, а іноді виявляє лиходія раніше за самого Тентена. У «Чорному острові» та «Таємничій зірці» показано, що його єдиний страх — це арахнофобія. Мілу вірний Тентену та завжди хоче залишатися поруч із ним: у сцені з «Таємничої зірки», коли Тентен тимчасово покинув його, Мілу сумував.
Любить віскі та іноді напивається (як це сталося в серіях «Тентен у країні Рад», «Чорний острів», «Тентен у Тибеті» та «Тентен та Пікарос»). Його апетит є основою для кількох коротких комічних сцен. Найбільше він полюбляє кістки, що неодноразово спричиняє моральні дилеми, оскільки Мілу доводиться вибирати між виконанням важливих завдань, таких як донесення повідомлення SOS, та підбиранням кістки, як це показано в серії «Скіпетр короля Оттокара». Мілу галасує, ганяючись за сіамським котом у замку Муленсар, поки вони не стають друзями в кінці «Справи Турнесоля». Мілу часто є важливим учасником історії. Наприклад, він — єдиний персонаж «Рейсу 714 до Сіднея», який уникнув масового гіпнозу та дізнався про своє викрадення іншопланетянами.

## Адаптації

Мілу (Сніжок), капітан Геддок і Тінтін у фільмі Стівена Спілберга 2011 року «Пригоди Тінтіна: Таємниця єдинорога», знятому методом захоплення руху

Після завершення випуску «Тентен у країні Рад» 8 травня 1930 року на брюссельському залізничному вокзалі Гар-дю-Нор відбувся жартівливий прийом для Мілу й Тентена. Там Мілу грав фокстер'єр власника кав'ярні Ерже. У телесеріалі «Пригоди Тентена» Мілу озвучує Сьюзен Роман. Однак коментарів Мілу немає.
Серед антропоморфних персонажів графічного роману Браяна Талбота «Ґрандвіль» є білий жорсткошерстий фокстер'єр на ім'я «Сніжний Мілу» (англ. Snowy Milou). У маренні, спричиненому наркотиками, він описує сни, які йому снилися, що мають близькі паралелі з різними пригодами із книг про Тентена.
З погляду комп'ютерної графіки, Мілу був найскладнішим персонажем під час виробництва фільму 2011 року «Пригоди Тінтіна», створеного за допомогою технології захоплення руху. Хутро, як правило, важко відтворити, причому білий є найскладнішим із кольорів, а кучеряве хутро — найскладнішою формою. Ще однією проблемою було те, що Мілу завжди показують під певними ракурсами, що ускладнювало його впізнаваність у русі. На початку розробки, коли в студії захоплювали рухи, команда розробників розглядала можливість залучення на роль Мілу собаки. Замість нього використали ляльку, якою керував лялькар. Таким чином, актори працювали з ляльковим заповнювачем; Мілу та інших персонажів анімували пізніше.

## Статуї та мурали
- Мурал на будівлі на вулиці Рю-де-л'Етюв[fr] відтворює сцену зі серії «Справи Турнесоля[fr]», де Тентен, капітан Геддок[fr] та Мілу спускаються пожежною драбиною.[6]
- На вокзалі Гар-дю-Міді в Брюсселі міститься велика репродукція зі серії «Тентен в Америці[fr]».[7]
- На даху будівлі Le Lombard у центрі Брюсселя (поблизу Південного вокзалу) зображено дві гігантські голови Мілу та Тентена. Вночі їх підсвічують неоновими вогнями. Ломбар був редактором журналу «Тентен»[fr].[8]
- На станції метро Стокел (Stockel) у Брюсселі є великі мурали зі сценами з коміксів про Тентена.[6]
- У культурному центрі Уккле[9] (вулиця Руж[fr]) у Бельгії є статуя Тентена та Мілу в натуральну величину. Статую створив Нат Нойжен[fr] на замовлення Реймонда Леблана[fr], видавця журналу «Тентен».